# Sphaeronaema stellatum
Sphaeronaema stellatum är en svampart som beskrevs av Ellis 1876. Sphaeronaema stellatum ingår i släktet Sphaeronaema, divisionen sporsäcksvampar och riket svampar.   Inga underarter finns listade i Catalogue of Life.